# José Guillermo Batalla
José Guillermo Batalla (Ciudad de Panamá, 28 de febrero de 1886-íb., 5 de julio de 1962) fue un editor, político y poeta panameño. Fue editor de la Revista Lotería entre los años 1942 y 1949.

## Biografía
Su inicio en la poesía se dio durante su infancia. Al culminar sus estudios elementales, se graduó en banca y comercio en el Eastman Business Collage, de Poughkeepsie en Nueva York, Estados Unidos. Comenzó a trabajar como editor en la Revista Lotería en los años 1942, donde aprovechó para publicar sus poemas, gracias a sus actividades comerciales, no pudo dedicar su tiempo a la literatura pero en la edición N°14 de julio de 1942, junto con María Olimpia de Obaldía con su poema Invocación, se evidenció su influencia modernista, su sentimentalidad y la melancolía en sus poesías. En el mes de junio de 1942, aparecen nuevas secciones en la Revista Lotería como Paliques (versos) por Ramón Cero, seudónimo de José Guillermo Batalla, que evoca al parque de Santa Ana.
La Revista Lotería se convirtió, así, en el lugar donde los intelectuales y escritores, apostados, empleaban su pluma en uno de los pocos medios que ofrecían la alternativa de expresión del pensamiento panameño.
Por motivos políticos en febrero de 1949, Batalla dejó la dirección de la revista, siendo reemplazado por Olmedo del Busto, a partir de la edición de marzo de ese mismo año.
Entre sus cargos políticos figuran como juez ejecutor en la provincia de Veraguas, diputado de la Asamblea Nacional y presidente de esta, secretario de la delegación panameña de la VI Conferencia Panamericana en La Habana, secretario privado de los presidentes Carlos A. Mendoza y Pablo Arosemena, secretario de Gobierno y Justicia, embajador de Panamá en Chile y jefe de las secciones de los tratados de la Secretaria de Relaciones Exteriores.

## Obras
Entre sus obras podemos mencionar Lirios rojos (1909), Poesías tomo I y II (1930) y Huerto sagrado (1938).

## Poesías
Formó la última de los poetas modernistas panameños junto con Gaspar Octavio Hernández, Demetrio Korsi, Santiago McKay, entre otros.
Entre sus poesías podemos mencionar las siguientes:
| Las canas de mi madre      |
| Canto al trabajo           |
| ¡Nochebuena!               |
| Bandera de mi Patria       |
| La Oración de la Enfermera |
| Año Nuevo                  |
| La Resurrección de Morgan  |
| Mi Bandera                 |
| Bella Tierra Mía           |
| Mi Libro                   |
| En la arena                |
| Siemprevivas               |
| Intima                     |
| Sonetos invernales         |
| Brindis negro              |
| Para una enferma           |
| En las frondas             |
| Soneto                     |
| Primavera                  |
| Mensaje                    |
| Postal                     |
| Ofrenda                    |
| Romance de la Tristeza     |
| A mi Patria                |
| Yo se que volverás         |